# اشتتل

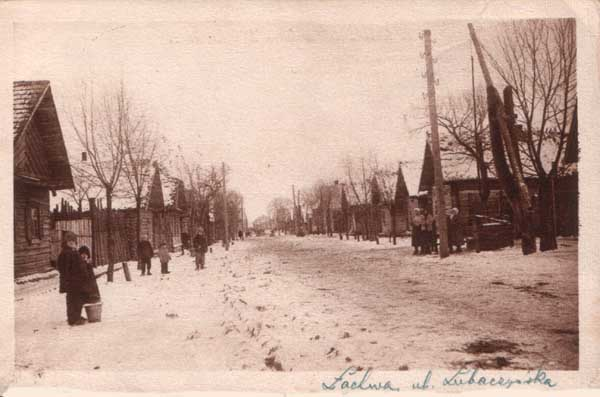
لاخوا در سال ۱۹۲۶. این شهر یک اشتتل بود.

اشتتل (به ییدیش: שטעטל) شهرهای کوچکی در اروپای شرقی و مرکزی بود که جمعیت زیادی از یهودیان را در خود جای داده بود.این شهرها در جریان تعیین قلمروی اسکان از طرف امپراتوری روسیه، رومانی، لهستان کنگره و گالیسیا ایجاد شد.در جریان هولوکاست اکثر جمعیت یهودیان این مناطق از بین رفت.